# 中新湊駅
中新湊駅（なかしんみなとえき）は、富山県高岡市姫野にある万葉線の駅。
高岡市と射水市の境界付近に位置し、射水市新湊地区（旧：新湊市）の中心市街地に近い駅の1つである。2021年まではJTB時刻表で射水市の代表駅として扱われていた。

## 歴史
- 1932年（昭和7年）11月9日：越中鉄道の東新湊駅 - 庄川口間開業により開設[3]。所在地は富山県射水郡新湊町放出津[3]。
- 1943年（昭和18年）1月1日：合併により富山地方鉄道射水線の駅となる。
- 1959年（昭和34年）4月10日：駅舎を改築[4]。
- 1966年（昭和41年）4月5日：路線譲渡により加越能鉄道の駅となる。
- 1971年（昭和46年）11月15日：新湊港線のワンマン化に伴い、駅員無配置化。定期券・回数券などの売札業務を駅前の「吉堀たばこ店」に委託化。
- 2002年（平成14年）4月1日：事業譲渡により万葉線 (企業)の駅となる。
- 2004年（平成16年）頃：乗車券類売札の委託先が「富山呉西トラベル」となる。
- 2011年（平成23年）1月：大雪の影響で越ノ潟行きの電車が駅手前のポイントで脱線する2回目の事故が発生（1回目は2005年（平成20年）12月）。スプリングポイントに雪が詰まり完全に閉じていなかったのが原因だった。事故後ようやく下り場内信号機が設置された。
- 2018年（平成30年）7月21日：この夏の記録的猛暑の影響で構内の線路が歪み、越ノ潟行電車が脱線する事故が発生。

## 駅構造
島式ホーム1面2線の地上駅。もともとは島式ホーム2面4線の貨物取り扱い駅であった。少し越ノ潟方面に行くと、短い側線（貨物側線跡）があったが2015年（平成27年）10月に撤去された。これにより射水線時代の貨物側線跡は完全に姿を消した。なお、電車は進行方向左側の扉で客扱いをするため、当駅では右側通行となる。
付記事項
- 朝・夜に当駅を始発・終着とする電車がある。2008年（平成20年）3月15日のダイヤ改正で平日の日中の当駅止まりの電車は越ノ潟行きに統一された。
- かつては2階建ての駅舎があり、駅員が配置され、売店も営業していた。駅舎があった当時は利用客で賑わった。なお、2階には地区公民館があった。現在はマンションが建っている。
- 駅舎があった頃は、ホームは高岡市にあり、駅舎は新湊市にあるという特徴的な形になっていた。

## 利用状況
1日の平均乗車人員は以下の通りである。
| 年度     | 1日平均人数 |
| -------- | ----------- |
| 2000年度 | 356人       |
| 2001年度 | 342人       |
| 2002年度 | 351人       |
| 2003年度 | 70人        |
| 2004年度 | 176人       |
| 2005年度 | 382人       |
| 2006年度 | 366人       |
| 2007年度 | 361人       |
| 2008年度 | 247人       |
| 2009年度 | 121人       |
| 2010年度 | 127人       |

## 駅周辺
付近は高岡市と射水市の境界が入り組んでいる。
- 富山地方鉄道バス・射水市コミュニティバス中新湊駅前バス停
- 中新湊商店街 - 駅前から北方向に続く商店街。1996年（平成8年）頃、道路拡張とともに再整備され、電柱が地中化された。
- 射水市立放生津小学校
- 国道415号

## 隣の駅
万葉線
■万葉線（新湊港線）
新町口駅 - 中新湊駅 - 東新湊駅